# Carlia beccarii
Carlia beccarii är en ödleart som beskrevs av  Peters och DORIA 1878. Carlia beccarii ingår i släktet Carlia och familjen skinkar. Inga underarter finns listade.